# فريدريك فنسنت إليس
فريدريك فنسنت إليس (بالإنجليزية: Frederick Vincent Ellis)‏ هو رسام نيوزيلندي، ولد في 5 فبراير 1892، وتوفي في 8 نوفمبر 1961.